# Dish (gruppo musicale)
I Dish (ディッシュ?, Disshu, spesso reso graficamente come DISH//) sono un gruppo musicale pop rock giapponese sotto la direzione della Stardust Promotion.
Il gruppo è una dancing rock band, il che significa che suonano musica rock e ballano durante l'esecuzione dei brani.  Il gruppo è il "fratello minore" del celebre gruppo Momoiro Clover Z.

Nel giugno 2013 il gruppo ha pubblicato il suo primo singolo. Il terzo singolo dei Dish è stato prodotto da Ken'ichi Maeyamada.

## Formazione
| Hanja  | Hiragana | Romanization      |                 |                 |   |          |                                  |
| TAKUMI | 北村匠海 | きたむら たくみ   | Takumi Kitamura | 3 novembre 1997 | B | Tokyo    | Vocalist principale, Chitarrista |
| MASAKI | 矢部昌暉 | やべ まさき       | Masaki Yabe     | 9 gennaio 1998  | B | Tokyo    | Corista, Chitarrista             |
| RYUJI  | 小林龍二 | こばやし りゅうじ | Ryūji Kobajashi | 6 gennaio 1997  | A | Tokyo    | Rapper, Bassista                 |
| To-i   | 橘柊生   | たちばな とうい   | Tōi Tachibana   | 15 ottobre 1995 | A | Hokkaido | Frying Dish, Rapper, DJ          |

## Discografia

### Singoli Indie
| # | Info. | Track List |
| 1 | 《It's alright》 - Data di uscita: 10 giugno 2012 - Lingua:Giapponese                                    | 1. It's alright 2. Never stop now! |
| 2 | 《ピーターパンシンドローム（Peter Pan Syndrome）》 - Data di uscita: 10 ottobre 2012 - Lingua:Giapponese | 1. ピーターパンシンドローム（Peter Pan Syndrome） 2. 踊らにゃソン!Song! 3. 恵比寿物語（Eibusu Story）                                 |
| 3 | 《ギブミーチョコレート！（Give Me Chocolate!）》 - Data di uscita: 13 febbraio 2013 - Lingua:Giapponese  | 1. ギブミーチョコレート！（Give Me Chocolate!） 2. ザ・ディッシュ〜とまらない青春 食欲編〜（The Dish〜Nonstop Youth Appetite ver.〜） |

### Singoli
| #  | Info. | Lista tracce |
| 1  | 《I Can Hear》 - Data di uscita: 19 giugno 2013 - Lingua:Giapponese                                                                      | 1. I Can Hear 2. こくっちゃえっつーの！（Hurry To Confess!） 3. TENKOUSEI 4. I Can Hear～Instrumental～ |
| 2  | 《晴れるYA！（Clear Up YA!）》 - Data di uscita: 16 ottobre 2013 - Lingua:Giapponese                                                     | 1. 晴れるYA！（Clear Up YA!） 2. 恋するSPY（LOVE SPY） 3. デート＠ショッピングモール（Date@Shopping Mall） 4. 晴れるYA！～Instrumental～（Clear Up YA!～Instrumental～） |
| SP | 《いつかはメリークリスマス（Someday Merry Xmas）》 - Data di uscita: 4 dicembre 2013 - Lingua:Giapponese                                 | 1. いつかはメリークリスマス（Someday Merry Xmas） 2. ラブソングなんて似合わない（Love Songs Don't Suit Me） ※ Regular ver. 3. いつかはメリークリスマス～Instrumental～（Someday Merry Xmas～Instrumental～）                                                                                           |
| 3  | 《FREAK SHOW》 - Data di uscita: 5 marzo 2014 - Lingua:Giapponese                                                                        | 1. FREAK SHOW 2. マジで無理～SUPERムチャブラレターズ～ 3. 君がいないと（Without You） 4. FREAK SHOW～Instrumental～ |
| 4  | 《サイショの恋～モテたくて～ / FLAME （First Love～want to be popular～ / FLAME）》 - Data di uscita: 25 giugno 2014 - Lingua:Giapponese | 1. サイショの恋～モテたくて～（First Love～want to be popular～） 2. FLAME 3. GRAND HAPPY 4. サイショの恋～モテたくて～＜Instrumental＞ （First Love～want to be popular～＜Instrumental＞） ※ Limited A ver. 5. FLAME ＜Instrumental＞ ※ Limited B ver. 6. GRAND HAPPY＜Instrumental＞ ※ Regular ver. |

### Album
| # | Info. | Lista tracce |
| 1 | 《サンタも皿もBIGり!! 2周年記念パーリナイッ☆ @ Zepp Tokyo》 - Data di uscita: 23 aprile 2014 - Lingua:Giapponese | 1. It's alright 2. 晴れるＹＡ！（Clear Up YA!） 3. ピーターパンシンドローム（Peter Pan Syndrome） 4. 踊らにゃソン！song！ 5. 東京VIBRATION（Tokyo VIBRATION） 6. マジで無理～SUPERムチャブラレターズ～ 7. DISH//ステーション2周年スペシャル 8. かっとび！バリバリーゼント 9. ラブソングなんて似合わない（Love Songs Don't Suit Me） 10. secReT love 11. いつかはメリークリスマス（Someday Merry Xmas） 12. ギブミーチョコレート！（Give Me Chocolate!） 13. 君がいないと・・・（Without You） 14. こくっちゃえっつーの！（Hurry To Confess!） 15. デート＠ショッピングモール（Date@Shopping Mall） 16. TENKOUSEI 17. FREAK SHOW 18. Never stop now! 19. 恵比寿物語（Eibusu Story） 20. I Can Hear 21. ザ・ディッシュ～とまらない青春 食欲編～（The Dish〜Nonstop Youth Appetite ver.〜） |